# Rocca di Pianello Val Tidone
Die Rocca di Pianello Val Tidone, auch Rocca Municipale genannt, ist eine mittelalterliche Burg im Zentrum der Gemeinde Pianello Val Tidone in der italienischen Emilia-Romagna.

## Geschichte
Eine erste Burg in Pianello ist in einigen lokalen Chroniken erwähnt, in denen angegeben ist, sie sei 1164 von den Soldaten des Kaisers des Heiligen Römischen Reiches, Friedrich Barbarossa, bis auf die Grundmauern niedergebrannt worden. Ende des 14. Jahrhunderts verlehnte der Herzog von Mailand, Gian Galeazzo Visconti, die Gegend um Pianello an Jacopo dal Verme, der schon die benachbarte Rocca d’Olgisio und Bobbio zu seinen Besitzungen zählte. Die Entscheidung, in Pianello eine neue Burg zu bauen, wird allgemeinem ebendiesem Jacopo dal Verme zugeschrieben.
Nach dem Tod von Jacopo dal Verme 1422 entstand ein Streit zwischen dessen Sohn Luigi und dem Condottiere Niccolò Piccinino, wobei beide argumentierten, dass das Gebiet von Pianello einschließlich der Burg Teil des Gebietes sei, in das sie investiert worden wären. Der Streit wurde von einer Kommission, die eigens zu diesem Zweck vom Herzog von Mailand errichtet worden war, zugunsten der Familie Dal Verme, Grafen von Bobbio, Voghera und des Val Tidone, entschieden.
1485 starb Pietro II. dal Verme, der Sohn von Luigi, vermutlich auf Geheiß von Ludovico Sforza vergiftet, mit dem es wegen der Regierungsmethoden des Herzogs zu einigen Missverständnissen gekommen war. Der gesamte Stato Vermesco fiel daher zurück in die Verantwortung des Herzogs von Mailand, der 1486 die Gegend um Pianello an ‚‘Galeazzo Sanseverino‘‘ verlehnte.
In den folgenden Jahren wechselten Pianello und die seine Burg mehrmals den Besitzer: Den Dal Vermes gelang es, die Güter zurückzuerhalten, die ihnen weggenommen worden waren, dennoch wurden sie nach dem Einfall der französischen Truppen in Italien vom Kommandanten der französischen Truppen, Gian Giacomo Trivulzio Bernardino da Corte verlehnt, der bei der Einnahme von Mailand durch die französischen Truppen eine Schlüsselrolle eingenommen hatte. 1516, nachdem Bernardino da Corte sich umgebracht hatte, verlehnte der König von Frankreich, Franz I., Pianello an die Sanseverini, die es bis 1521 behielten, als die Familie Dal Verme, die von der Aufgabe Piacenzas durch die französischen Truppen profitierten, ihren Besitz zurückerlangten.
In dem Gebäude starben 1544 der Graf-Condottiere Giacomo Michele dal Verme und seine Gattin Camilla Valenti Gonzaga, letztere vom Schmerz über den Tod ihres Gatten überwältigt. Die Familie Dal Verme behielt das Eigentum an der Burg bis 1646, als mit dem Tod von Graf Federico dal Verme der Familienzweig ausstarb und das Lehen zurück an die herzogliche Liegenschaftsverwaltung der Farneses geholt wurde.
Im 17. Jahrhundert wurden an der Burg im Auftrag der Familie Dal Verme, die sie zu Wohnzwecken umbauen lassen wollte, eine Reihe von Eingriffen vorgenommen. Nachdem dort im Laufe des 19. Jahrhunderts eine Bildergalerie untergebracht war, gelangte die Burg in den Besitz der Gemeinde Pianello Val Tidone, die sie als Sitz der Gemeindeverwaltung nutzte.
Nachdem die Burg im Jahre 1979 bedeutenden Umbauarbeiten unterzogen worden war, ließ die Gemeindeverwaltung in den 1990er-Jahren mit Arbeiten zur Ertüchtigung der Untergeschosse beginnen, in denen seit April 1999 das Museo archeologico della Val Tidone (dt.: Archäologisches Museum des Val Tidone) untergebracht ist.

## Beschreibung

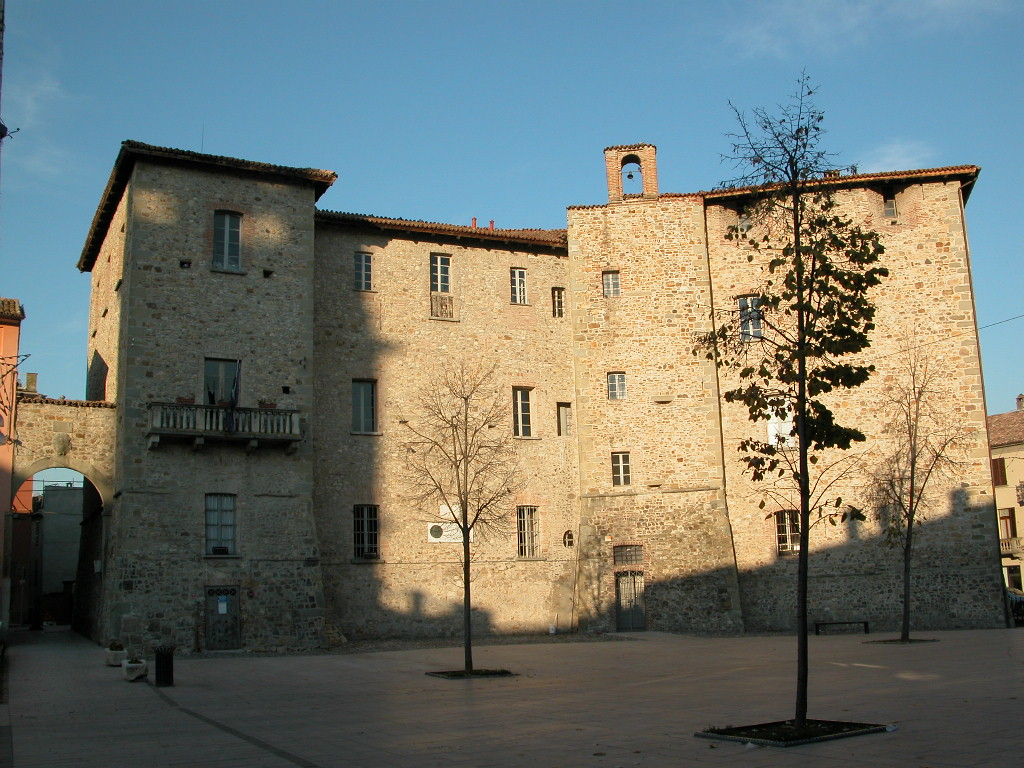
Die Burg vom davor liegenden Platz aus

Der Komplex, der sich durch die im 17. Jahrhundert durchgeführten Arbeiten sowohl seinen Anblick als auch seine Struktur deutlich verändert hat, hat einen unregelmäßigen Grundriss, der durch das Vorhandensein mehrerer Baukörper mit einem abgewinkelten Sporn an der Nordseite gekennzeichnet ist. Die Außenmauern, die aus Bachkieseln und Felsen errichtet wurden, sind unterhalb der Falte ziemlich angeschrägt.
Die Unregelmäßigkeit des Aufbaus ist der Erweiterung des originalen Baus in den letzten Jahren des Mittelalters und einen großen Baukörper geschuldet; der neuere Baukörper ist desachsiert, vermutlich wegen der Notwendigkeit, der Geländeform zu folgen, die in geringem Abstand zum Bachlauf des ‚‘Tidone‘‘ liegt. Der ältere Baukörper dagegen, der auf zwei Tonnengewölben aus Stein gegründet und durch etwa 1,5 Meter dicke Mauern gekennzeichnet ist, hat einen quadratischen Grundriss mit einer Seitenlänge von etwa 11 Metern. Daher stammt die örtliche Praxis, die Burg ‚‚Turón‘‘ (dt.: großer Turm) zu nennen.